# 沈士杰
沈士傑（法語：Paulin-Joseph-Justin Albouy；1880年6月9日—1954年2月6日），是天主教法國籍總主教及巴黎外方傳教會會士。曾任南寧總教區總主教（1946年-1954年）

## 生平
沈士傑出生於1880年6月9日，在法國阿韋龍省的市鎮康布拉澤。1903年6月21日，沈士傑在23歲時晉鐸，後赴中國傳教。
1930年6月30日，沈士傑在49歲獲時任教宗庇護十一世任命為南寧宗座代牧區宗座代牧，領銜土耳其西迪索教區主教。同年8月24日，在香港由北海宗座代牧祝福主教主禮，香港宗座代牧恩理覺主教及江門宗座代牧華理柱主教襄禮晉牧 。
1946年4月11日，聖座在中國設立聖統制，南寧宗座代牧區升格為南寧總教區，屬於南寧教省，沈士傑出任為南寧總教區首任正權總主教。
1949年10月1日，中國共產黨在中國大陸地區建立中華人民共和國，並開始針對天主教進行宗教迫害及打壓，教會已經無法正常功能。1952年3月30日，沈士傑總主教被中國政府驅逐出境。
1954年2月6日，沈士傑總主教在法國奧克西塔尼大區阿韋龍省的市鎮羅德茲去世，享年73歲。